# Cernat (gmina)
Cernat – gmina w Rumunii, w okręgu Covasna. Obejmuje miejscowości Cernat, Albiș i Icafalău. W 2011 roku liczyła 3978 mieszkańców.